# IndyCar Series 2006
IndyCar Series 2006 kördes över 14 deltävlingar under perioden 26 mars-10 september 2006 och var tidernas jämnaste. Segraren Sam Hornish Jr., USA hamnade på samma poäng som tvåan Dan Wheldon, Storbritannien och även Hélio Castroneves, Brasilien och Scott Dixon, Nya Zeeland var oerhört nära segern.

## Deltävlingar, banor och segrare
| Datum        | Bana             | Vinnare           | Team                  | Rapport |
| ------------ | ---------------- | ----------------- | --------------------- | ------- |
| 26 mars      | Homestead        | Dan Wheldon       | Chip Ganassi Racing   | *       |
| 2 april      | Saint Petersburg | Hélio Castroneves | Marlboro Team Penske  | *       |
| 22 april     | Motegi           | Hélio Castroneves | Marlboro Team Penske  | *       |
| 28 maj       | Indianapolis 500 | Sam Hornish Jr.   | Marlboro Team Penske  | *       |
| 4 juni       | Watkins Glen     | Scott Dixon       | Chip Ganassi Racing   | *       |
| 10 juni      | Texas            | Hélio Castroneves | Marlboro Team Penske  | *       |
| 24 juni      | Richmond         | Sam Hornish Jr.   | Marlboro Team Penske  | *       |
| 2 juli       | Kansas           | Sam Hornish Jr.   | Marlboro Team Penske  | *       |
| 15 juli      | Nashville        | Scott Dixon       | Chip Ganassi Racing   | *       |
| 23 juli      | Milwaukee        | Tony Kanaan       | Andretti Green Racing | *       |
| 30 juli      | Michigan         | Hélio Castroneves | Marlboro Team Penske  | *       |
| 13 augusti   | Kentucky         | Sam Hornish Jr.   | Marlboro Team Penske  | *       |
| 27 augusti   | Sears Point      | Marco Andretti    | Andretti Green Racing | *       |
| 10 september | Chicagoland      | Dan Wheldon       | Chip Ganassi Racing   | *       |

### Homestead
| Plats | Förare            | Team                  |
| ----- | ----------------- | --------------------- |
| 1     | Dan Wheldon       | Chip Ganassi Racing   |
| 2     | Hélio Castroneves | Marlboro Team Penske  |
| 3     | Sam Hornish Jr.   | Marlboro Team Penske  |
| 4     | Dario Franchitti  | Andretti Green Racing |
| 5     | Scott Dixon       | Chip Ganassi Racing   |
| 6     | Kosuke Matsuura   | Fernández Racing      |
| 7     | Scott Sharp       | Fernández Racing      |
| 8     | Felipe Giaffone   | A.J. Foyt Enterprises |
| 9     | Tomas Scheckter   | Vision Racing         |
| 10    | Eddie Cheever     | Cheever Racing        |

### Saint Petersburg
| Plats | Förare            | Team                   |
| ----- | ----------------- | ---------------------- |
| 1     | Hélio Castroneves | Marlboro Team Penske   |
| 2     | Scott Dixon       | Chip Ganassi Racing    |
| 3     | Tony Kanaan       | Andretti Green Racing  |
| 4     | Bryan Herta       | Andretti Green Racing  |
| 5     | Vitor Meira       | Panther Racing         |
| 6     | Danica Patrick    | Rahal Letterman Racing |
| 7     | Kosuke Matsuura   | Fernández Racing       |
| 8     | Sam Hornish Jr.   | Marlboro Team Penske   |
| 9     | Felipe Giaffone   | A.J. Foyt Enterprises  |
| 10    | Scott Sharp       | Fernández Racing       |

### Motegi
| Plats | Förare            | Team                   |
| ----- | ----------------- | ---------------------- |
| 1     | Hélio Castroneves | Marlboro Team Penske   |
| 2     | Dan Wheldon       | Chip Ganassi Racing    |
| 3     | Tony Kanaan       | Andretti Green Racing  |
| 4     | Sam Hornish Jr.   | Marlboro Team Penske   |
| 5     | Buddy Rice        | Rahal Letterman Racing |
| 6     | Bryan Herta       | Andretti Green Racing  |
| 7     | Kosuke Matsuura   | Fernández Racing       |
| 8     | Danica Patrick    | Rahal Letterman Racing |
| 9     | Scott Dixon       | Chip Ganassi Racing    |
| 10    | Vitor Meira       | Panther Racing         |

### Indianapolis 500
| Plats | Förare           | Team                   |
| ----- | ---------------- | ---------------------- |
| 1     | Sam Hornish Jr.  | Marlboro Team Penske   |
| 2     | Marco Andretti   | Andretti Green Racing  |
| 3     | Michael Andretti | Andretti Green Racing  |
| 4     | Dan Wheldon      | Chip Ganassi Racing    |
| 5     | Tony Kanaan      | Andretti Green Racing  |
| 6     | Scott Dixon      | Chip Ganassi Racing    |
| 7     | Dario Franchitti | Andretti Green Racing  |
| 8     | Danica Patrick   | Rahal Letterman Racing |
| 9     | Scott Sharp      | Fernández Racing       |
| 10    | Vitor Meira      | Panther Racing         |

### Watkins Glen
| Plats | Förare            | Team                     |
| ----- | ----------------- | ------------------------ |
| 1     | Scott Dixon       | Chip Ganassi Racing      |
| 2     | Vitor Meira       | Panther Racing           |
| 3     | Ryan Briscoe      | Dreyer & Reinbold Racing |
| 4     | Buddy Rice        | Rahal Letterman Racing   |
| 5     | Felipe Giaffone   | A.J. Foyt Enterprises    |
| 6     | Ed Carpenter      | Vision Racing            |
| 7     | Hélio Castroneves | Marlboro Team Penske     |
| 8     | Danica Patrick    | Rahal Letterman Racing   |
| 9     | Scott Sharp       | Fernández Racing         |
| 10    | Tomas Scheckter   | Vision Racing            |

### Texas
| Plats | Förare            | Team                  |
| ----- | ----------------- | --------------------- |
| 1     | Hélio Castroneves | Marlboro Team Penske  |
| 2     | Scott Dixon       | Chip Ganassi Racing   |
| 3     | Dan Wheldon       | Chip Ganassi Racing   |
| 4     | Sam Hornish Jr.   | Marlboro Team Penske  |
| 5     | Scott Sharp       | Fernández Racing      |
| 6     | Vitor Meira       | Panther Racing        |
| 7     | Tony Kanaan       | Andretti Green Racing |
| 8     | Kosuke Matsuura   | Fernández Racing      |
| 9     | Ed Carpenter      | Vision Racing         |
| 10    | Tomas Scheckter   | Vision Racing         |

### Richmond
| Plats | Förare            | Team                  |
| ----- | ----------------- | --------------------- |
| 1     | Sam Hornish Jr.   | Marlboro Team Penske  |
| 2     | Vitor Meira       | Panther Racing        |
| 3     | Dario Franchitti  | Andretti Green Racing |
| 4     | Marco Andretti    | Andretti Green Racing |
| 5     | Scott Sharp       | Fernández Racing      |
| 6     | Bryan Herta       | Andretti Green Racing |
| 7     | Tomas Scheckter   | Vision Racing         |
| 8     | Ed Carpenter      | Vision Racing         |
| 9     | Dan Wheldon       | Chip Ganassi Racing   |
| 10    | Hélio Castroneves | Marlboro Team Penske  |

### Kansas
| Plats | Förare            | Team                   |
| ----- | ----------------- | ---------------------- |
| 1     | Sam Hornish Jr.   | Marlboro Team Penske   |
| 2     | Dan Wheldon       | Chip Ganassi Racing    |
| 3     | Vitor Meira       | Panther Racing         |
| 4     | Scott Dixon       | Chip Ganassi Racing    |
| 5     | Tony Kanaan       | Andretti Green Racing  |
| 6     | Hélio Castroneves | Marlboro Team Penske   |
| 7     | Tomas Scheckter   | Vision Racing          |
| 8     | Kosuke Matsuura   | Fernández Racing       |
| 9     | Marco Andretti    | Andretti Green Racing  |
| 10    | Jeff Simmons      | Rahal Letterman Racing |

### Nashville
| Plats | Förare            | Team                     |
| ----- | ----------------- | ------------------------ |
| 1     | Scott Dixon       | Chip Ganassi Racing      |
| 2     | Dan Wheldon       | Chip Ganassi Racing      |
| 3     | Vitor Meira       | Panther Racing           |
| 4     | Danica Patrick    | Rahal Letterman Racing   |
| 5     | Hélio Castroneves | Marlboro Team Penske     |
| 6     | Dario Franchitti  | Andretti Green Racing    |
| 7     | Jeff Simmons      | Rahal Letterman Racing   |
| 8     | Marco Andretti    | Andretti Green Racing    |
| 9     | Ryan Briscoe      | Dreyer & Reinbold Racing |
| 10    | Ed Carpenter      | Vision Racing            |

### Milwaukee
| Plats | Förare           | Team                   |
| ----- | ---------------- | ---------------------- |
| 1     | Tony Kanaan      | Andretti Green Racing  |
| 2     | Sam Hornish Jr.  | Marlboro Team Penske   |
| 3     | Tomas Scheckter  | Vision Racing          |
| 4     | Danica Patrick   | Rahal Letterman Racing |
| 5     | Marco Andretti   | Andretti Green Racing  |
| 6     | Dario Franchitti | Andretti Green Racing  |
| 7     | Bryan Herta      | Andretti Green Racing  |
| 8     | Dan Wheldon      | Chip Ganassi Racing    |
| 9     | Jeff Simmons     | Rahal Letterman Racing |
| 10    | Scott Dixon      | Chip Ganassi Racing    |

### Michigan
| Plats | Förare            | Team                   |
| ----- | ----------------- | ---------------------- |
| 1     | Hélio Castroneves | Marlboro Team Penske   |
| 2     | Vitor Meira       | Panther Racing         |
| 3     | Dan Wheldon       | Chip Ganassi Racing    |
| 4     | Tony Kanaan       | Andretti Green Racing  |
| 5     | Tomas Scheckter   | Vision Racing          |
| 6     | Scott Sharp       | Fernández Racing       |
| 7     | Ed Carpenter      | Vision Racing          |
| 8     | Marco Andretti    | Andretti Green Racing  |
| 9     | Kosuke Matsuura   | Fernández Racing       |
| 10    | Jeff Simmons      | Rahal Letterman Racing |

### Kentucky
| Plats | Förare            | Team                   |
| ----- | ----------------- | ---------------------- |
| 1     | Sam Hornish Jr.   | Marlboro Team Penske   |
| 2     | Scott Dixon       | Chip Ganassi Racing    |
| 3     | Hélio Castroneves | Marlboro Team Penske   |
| 4     | Dan Wheldon       | Chip Ganassi Racing    |
| 5     | Tony Kanaan       | Andretti Green Racing  |
| 6     | Vitor Meira       | Panther Racing         |
| 7     | Tomas Scheckter   | Vision Racing          |
| 8     | Danica Patrick    | Rahal Letterman Racing |
| 9     | Dario Franchitti  | Andretti Green Racing  |
| 10    | Bryan Herta       | Andretti Green Racing  |

### Sears Point
| Plats | Förare            | Team                   |
| ----- | ----------------- | ---------------------- |
| 1     | Marco Andretti    | Andretti Green Racing  |
| 2     | Dario Franchitti  | Andretti Green Racing  |
| 3     | Vitor Meira       | Panther Racing         |
| 4     | Scott Dixon       | Chip Ganassi Racing    |
| 5     | Hélio Castroneves | Marlboro Team Penske   |
| 6     | Dan Wheldon       | Chip Ganassi Racing    |
| 7     | Jeff Simmons      | Rahal Letterman Racing |
| 8     | Danica Patrick    | Rahal Letterman Racing |
| 9     | Sam Hornish Jr.   | Marlboro Team Penske   |
| 10    | Bryan Herta       | Andretti Green Racing  |

### Chicagoland
| Plats | Förare            | Team                   |
| ----- | ----------------- | ---------------------- |
| 1     | Dan Wheldon       | Chip Ganassi Racing    |
| 2     | Scott Dixon       | Chip Ganassi Racing    |
| 3     | Sam Hornish Jr.   | Marlboro Team Penske   |
| 4     | Hélio Castroneves | Marlboro Team Penske   |
| 5     | Ed Carpenter      | Vision Racing          |
| 6     | Vitor Meira       | Panther Racing         |
| 7     | Tony Kanaan       | Andretti Green Racing  |
| 8     | Jeff Simmons      | Rahal Letterman Racing |
| 9     | Scott Sharp       | Fernández Racing       |
| 10    | Tomas Scheckter   | Vision Racing          |

## Slutställning
| Plats | Förare            | Team                     | Poäng |
| ----- | ----------------- | ------------------------ | ----- |
| 1     | Sam Hornish Jr.   | Marlboro Team Penske     | 475   |
| 2     | Dan Wheldon       | Chip Ganassi Racing      | 475   |
| 3     | Hélio Castroneves | Marlboro Team Penske     | 473   |
| 4     | Scott Dixon       | Chip Ganassi Racing      | 460   |
| 5     | Vitor Meira       | Panther Racing           | 407   |
| 6     | Tony Kanaan       | Andretti Green Racing    | 388   |
| 7     | Marco Andretti    | Andretti Green Racing    | 325   |
| 8     | Dario Franchitti  | Andretti Green Racing    | 311   |
| 9     | Danica Patrick    | Rahal Letterman Racing   | 302   |
| 10    | Tomas Scheckter   | Vision Racing            | 298   |
| 11    | Scott Sharp       | Fernández Racing         | 291   |
| 12    | Bryan Herta       | Andretti Green Racing    | 289   |
| 13    | Kosuke Matsuura   | Fernández Racing         | 273   |
| 14    | Ed Carpenter      | Vision Racing            | 260   |
| 15    | Buddy Rice        | Rahal Letterman Racing   | 234   |
| 16    | Jeff Simmons      | Rahal Letterman Racing   | 215   |
| 17    | Felipe Giaffone   | A.J. Foyt Enterprises    | 142   |
| 18    | Buddy Lazier      | Dreyer & Reinbold Racing | 122   |
| 19    | Eddie Cheever     | Cheever Racing           | 114   |
| 20    | Jeff Bucknum      | A.J. Foyt Enterprises    | 97    |